# Wilhelm Neumann (Architekt, 1849)
Carl Johann Wilhelm Neumann, lettisch Kārlis Johans Vilhelms Neimanis, (* 5. Oktober 1849 in Grevesmühlen; † 6. März 1919 in Riga) war ein deutsch-baltischer Architekt und Kunsthistoriker.

## Leben
Wilhelm Neumann wurde in Grevesmühlen geboren, seine Familie zog nach Kreutzburg im Gouvernement Witebsk, als er noch ein Kind war. Mit 15 Jahren war er Lehrling im Ingenieurbüro Paul Max Bertschy beim Bau der Eisenbahnstrecke Riga–Dünaburg. Danach studierte er am Rigaer Polytechnikum und ab 1875 an der Kunstakademie St. Petersburg.
Ab 1873 arbeitete Neumann als Architekt in Dünaburg und wurde 1878 dort Stadtbaumeister. Ab 1887 veröffentlichte er zudem kunsthistorische Schriften. In Riga, wohin er 1895 umzog, entstanden unter seiner Federführung zahlreiche markante Gebäude im Stil des Historismus, u. a. die Synagoge in der Peitaustraße. Außerdem entwarf er Herrenhäuser und Kirchenbauten in den russischen Ostseeprovinzen.
Von 1899 bis 1901 lehrte er am Rigaer Polytechnikum. 1905 wurde er Direktor des von ihm entworfenen Kunstmuseums. Nach 1906 konzentrierte sich Neumann auf seine kunsthistorische Arbeit.
Er starb am 6. März 1919 in Riga.

## Bauten (Auswahl)
- Bahnhofsgebäude in Daugavpils (1873–1874, zerstört)
- Herrenhaus Lixten in Līksna (1878–1880, zerstört)
- Römisch-katholische Kirche des Allerheiligsten Sakraments in Kalupe (Bezirk Daugavpils) (1881–1882)
- Römisch-katholische Kirche St. Maria in Griva (Daugavpils) (1882–1889)
- Evangelisch-Lutherische Kirche Daugavpils (1889–1893)
- Herrenhaus Kalkuhnen in Kalkūni (Bezirk Daugavpils) (1890–1892)
- Museum der Provinz Kurland in Mitau (1898, zerstört)
- Evangelisch-lutherische Johanneskirche in Saldus (1898–1900)
- Schloss Pelzen in Pelči (Bezirk Kuldīga) (1903–1904)
- Römisch-katholische Kirche der Unbefleckten Empfängnis der Heiligen Jungfrau Maria in Daugavpils (1903–1905)
- Evangelisch-Lutherische Kirche St. Anna in Kuldīga (1899–1904)
- Synagoge in Riga an der Peitaustraße (heute Peitavas iela, 1903/04)[1]
- Wohngebäude in der Matīsa iela 16 in Riga (1902)
- Kunstmuseum der Stadt Riga (1903–1905)
- Ehemaliges Bürogebäude der livländischen Ritterschaft Jēkaba iela 10–12 in Riga (1907)

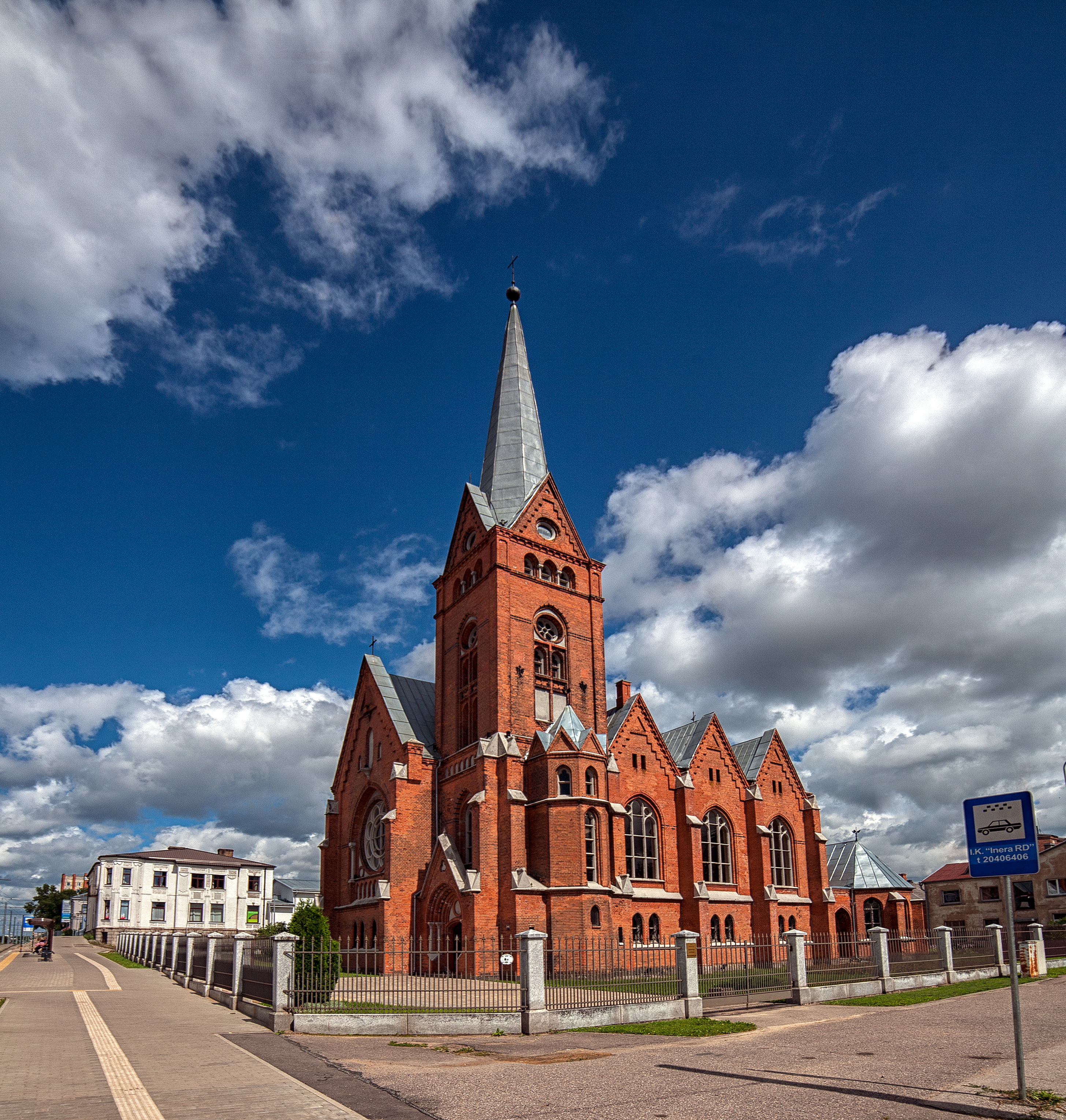
Evangelisch-Lutherische Kirche in Daugavpils
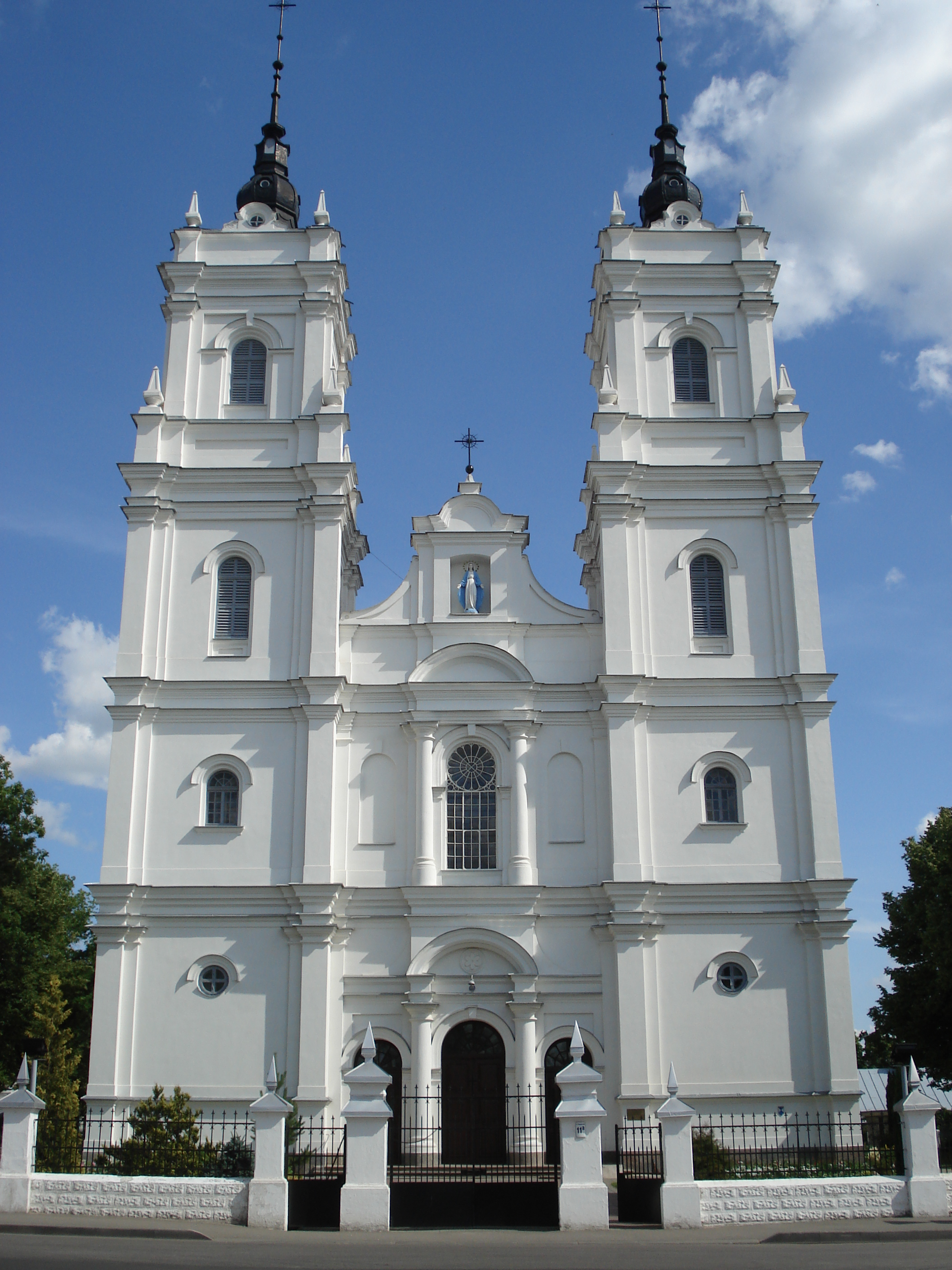
Römisch-katholische Kirche der Unbefleckten Empfängnis der Heiligen Jungfrau Maria in Daugavpils
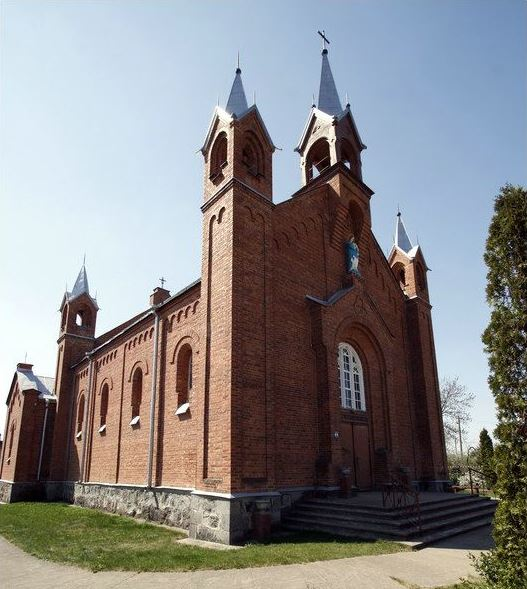
Römisch-katholische Kirche St. Maria in Grīva
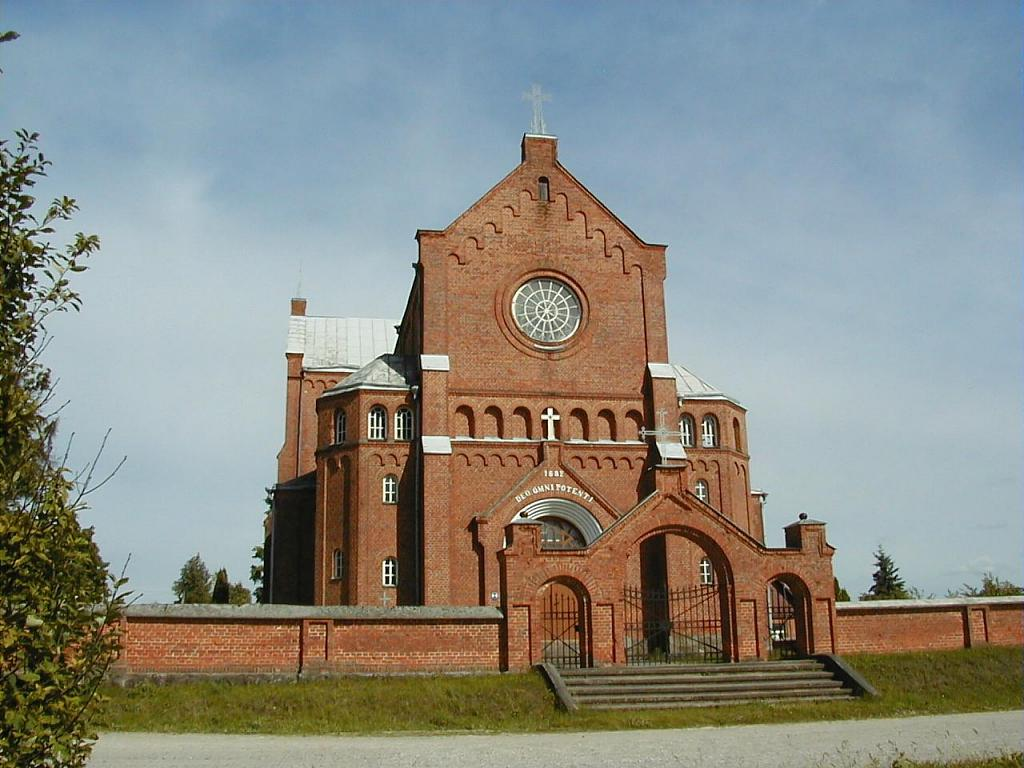
Katholische Kirche in Kalupe
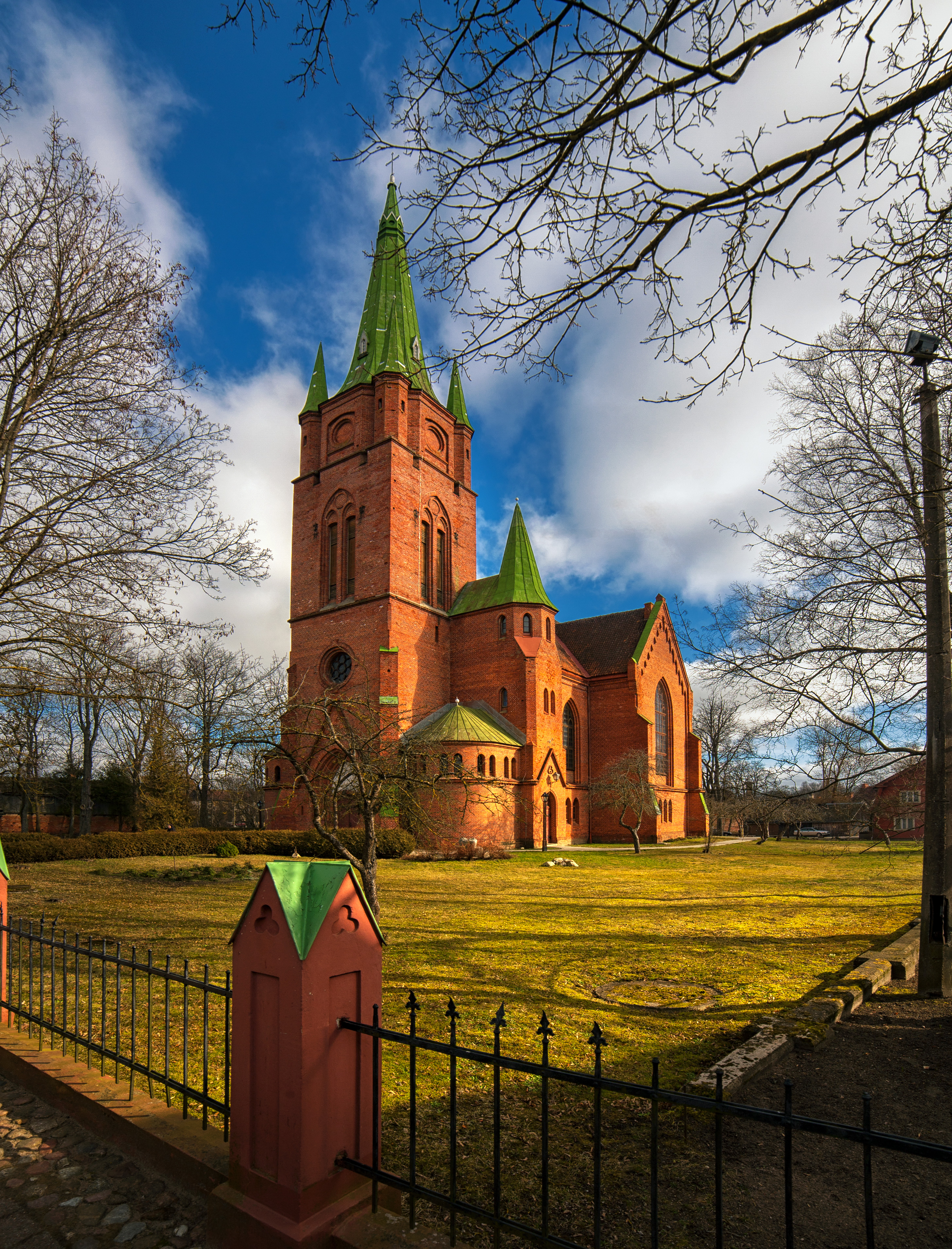
St.-Anna-Kirche in Kuldīga
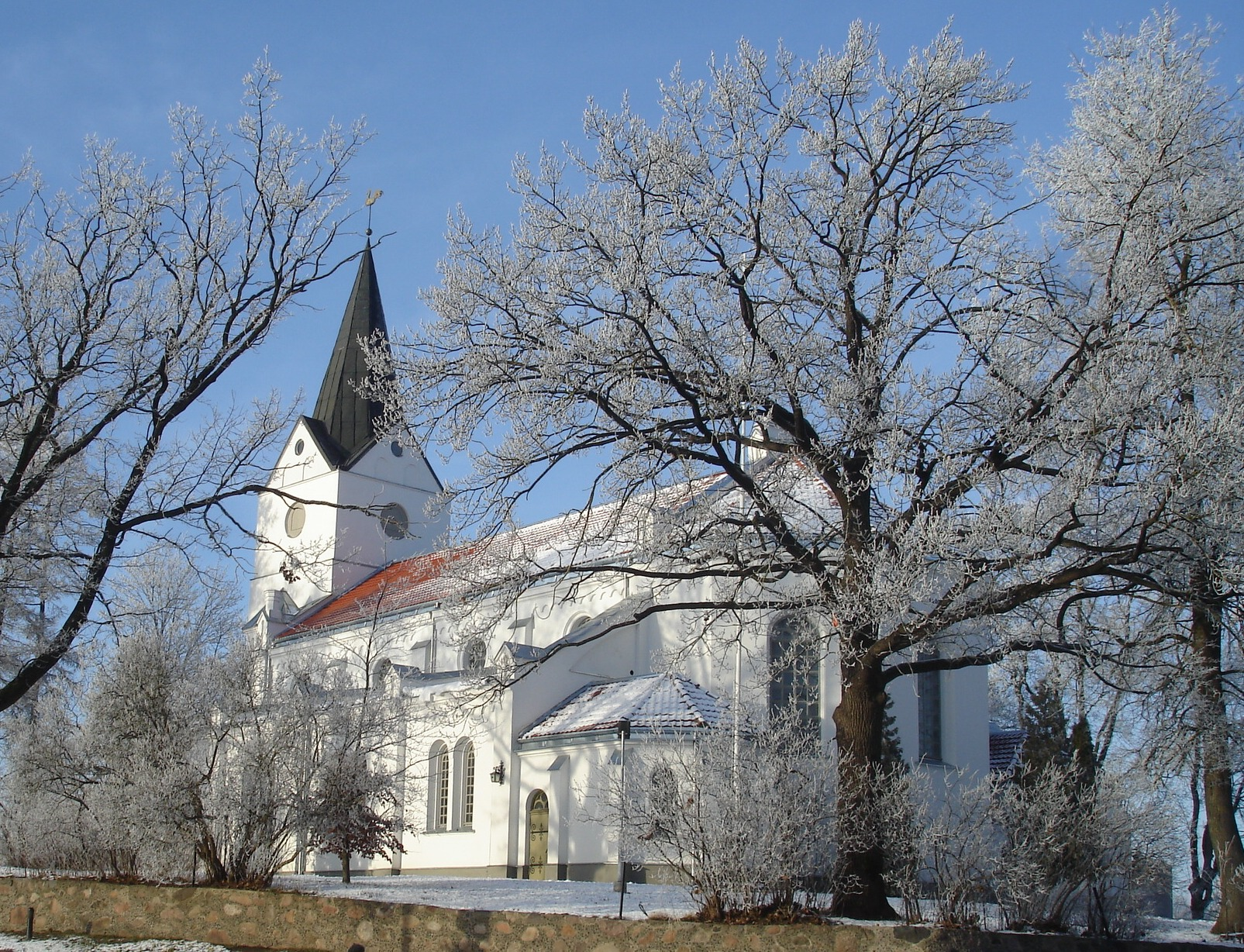
Johanneskirche in Saldus
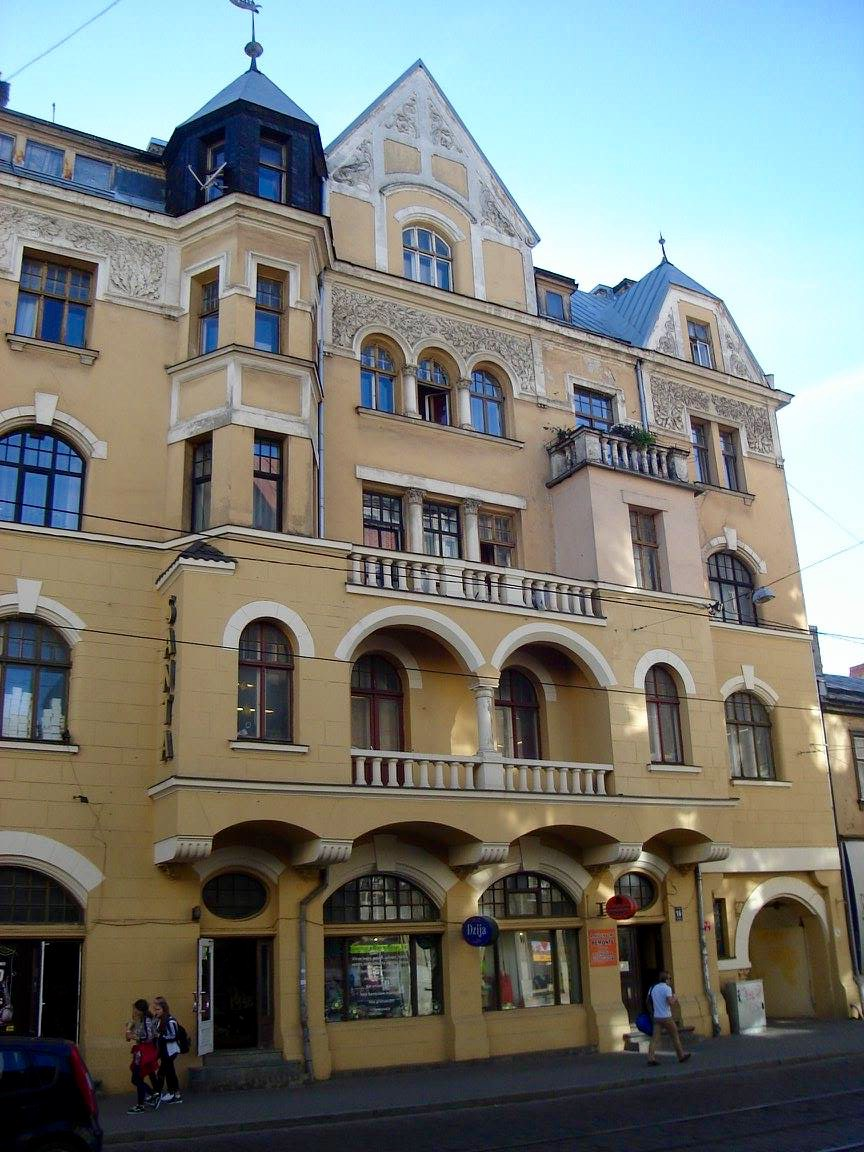
Wohngebäude Matīsa iela 16 in Rīga
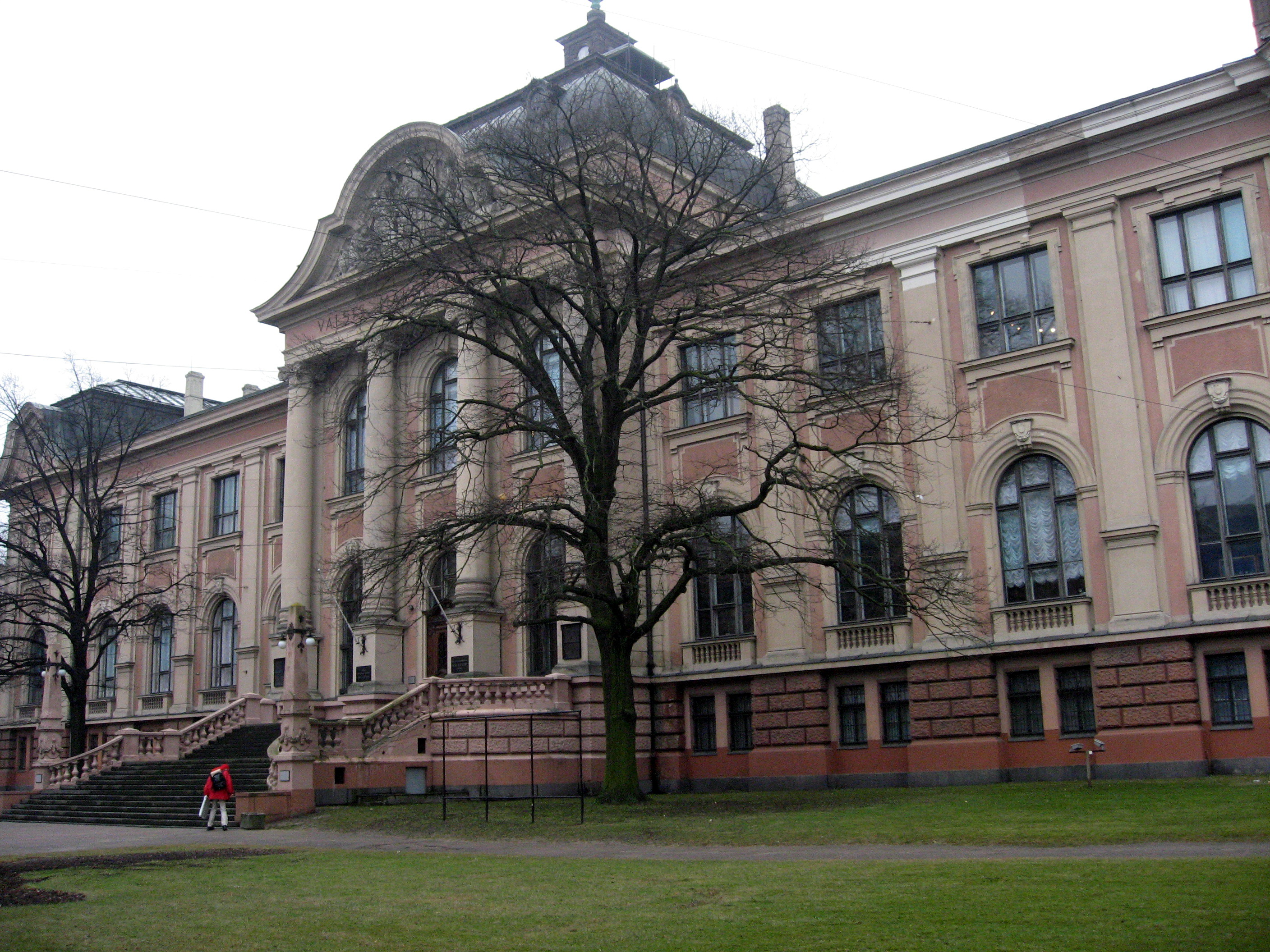
Lettisches Nationales Kunstmuseum in Riga
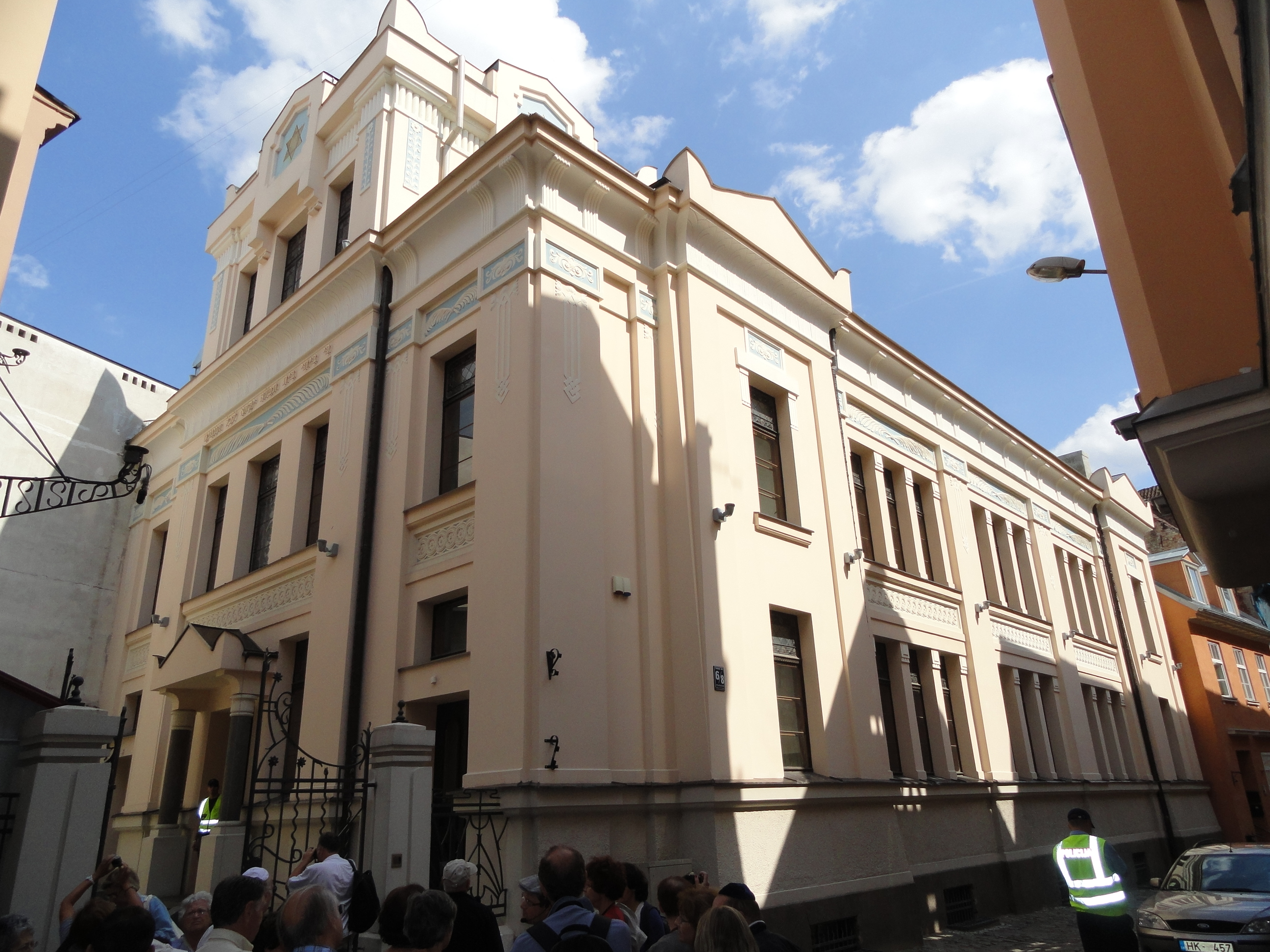
Peitav-Synagoge in Riga
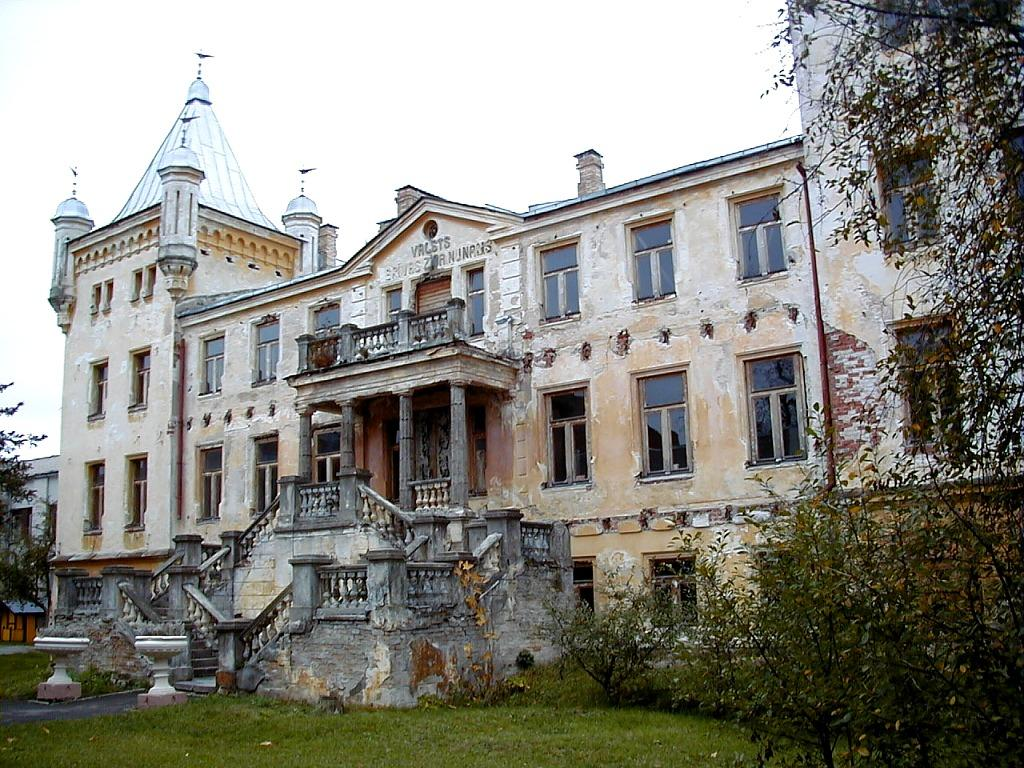
Herrenhaus Kalkuhnen in Kalkūni
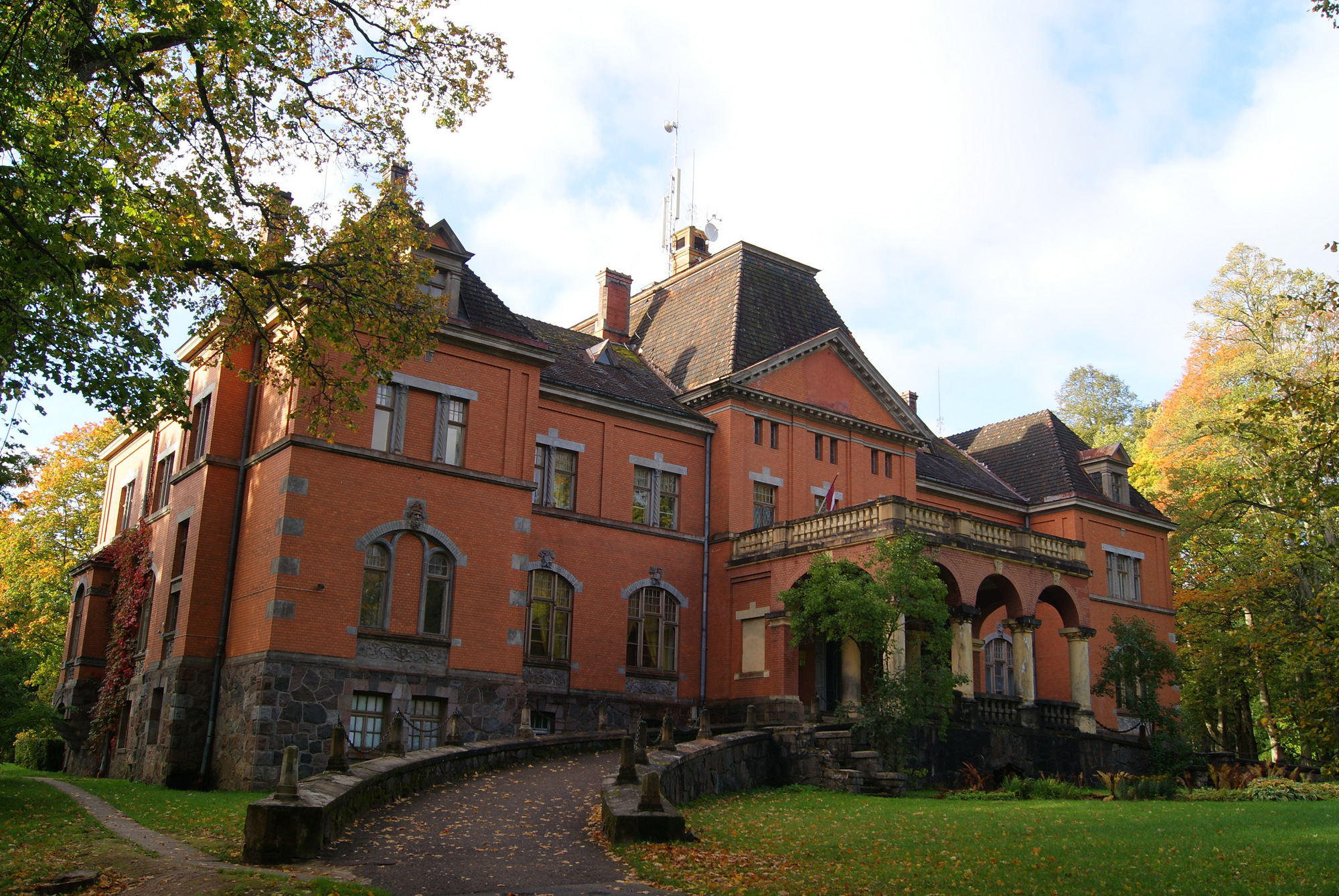
Schloss Pelzen in Pelči

## Veröffentlichungen (Auswahl)
- Grundriß einer Geschichte der bildenden Künste und des Kunstgewerbes in Liv-, Est- und Kurland vom Ende des 12. bis zum Ausgang des 18. Jahrhunderts. Reval 1887
- Die Ordensburgen im sog. Polnischen Livland. Mitteilungen aus der livländischen Geschichte. Riga 1889. Bd. 14, Heft 3
- Werke mittelalterlicher Holzplastik und Malerei in Livland und Estland. Lübeck 1892
- Das mittelalterliche Riga – Ein Beitrag zur Geschichte der norddeutschen Baukunst. Mit einem Titelbilde, 26 Tafeln und zahlreichen in den Text gedruckten Abbildungen. Julius Springer, Berlin 1892 (Digitalisat des Digitalen Forums Mittel- und Osteuropa)
- Die St. Annenkirche zu Libau. Rigasche Stadtblätter, Nr. 21/22, 1892
- Karl August Senff. Ein baltischer Kupferstecher. Reval 1895
- Baltische Maler und Bildhauer des XIX. Jahrhunderts. Riga 1902 (Digitalisat in der LNB)
- Verzeichnis baltischer Goldschmiede, ihrer Merkzeichen und Werke. Sitzungsberichte der Gesellschaft für Geschichte und Alterthumskunde der Ostseeprovinzen Russlands aus dem Jahre 1904. Riga 1905
- Lexikon Baltischer Künstler. Riga 1908 (Digitalisat)
- Riga und Reval. Leipzig 1908 (Digitalisat)
- Führer durch Riga mit einem Stadtplan. Leipzig 1910; 2., erweiterte und verbesserte Auflage Berlin 1918 (Digitalisat)
- Der Dom zu St. Marien in Riga. Riga 1912 (Digitalisat)
- Das Museum in Riga. Museumskunde. Berlin 1906. Bd. 2
- Merkbüchlein zur Denkmalpflege auf dem Lande. Riga 1911
- Aus alter Zeit. Kunst und kunstgeschichtliche Miszellen aus Liv-, Est- und Kurland. Riga 1913